# Saison 1990-1991 de snooker
Navigation
1989-1990 1991-1992
La saison 1990-1991 de snooker est la 23e saison de snooker. Elle regroupe 29 tournois organisés par la WPBSA entre le 22 août 1990 et juin 1991.

## Nouveautés
- Création du Masters de Belgique, du Snooker Shoot-Out à la place de l'Open international, du Grand Masters d'Europe, des Masters mondiaux, de la coupe de Kent et de la Masters ligue d'Europe.
- L'Open de Hong Kong et la coupe de Hong Kong sont remplacés par le challenge de Hong Kong.
- Le Masters de Nouvelle-Zélande, la coupe du monde et la ligue internationale ne sont pas reconduits.
- L'Open d'Asie est délocalisé de Bangkok à Guangzhou et l'Open d'Europe de Lyon à Rotterdam.
- Retour de l'épreuve d'automne du tournoi pro-am Pontins après l'arrêt de la série de tournois qualificatifs pour le circuit professionnel.

## Calendrier
| C = Tournoi classé (professionnel)              |
| NC = Tournoi non classé (professionnel)         |
| TE = Tournoi par équipes (professionnel)        |
| P/A = Tournoi pro-am (professionnel et amateur) |

| Dates (mois-jour) | Dates (mois-jour) | Tournoi                            | Lieu                                          | Site                             | Cat. | Vainqueur                   | Finaliste                       | Score   | Références |
| 08–22             | 08–26             | Challenge de Hong Kong             | Hong Kong                                     | Hilton Hotel                     | NC   | James Wattana               | Jimmy White                     | 9–3     | ,          |
| 09–12             | 09–16             | Masters d'Écosse                   | Motherwell                                    | Civic Centre                     | NC   | Stephen Hendry              | Terry Griffiths                 | 10–6    | [ 3 ]      |
| 09–18             | 09–22             | Masters de Belgique                | Anvers                                        | Sporthal Schijnpoort             | NC   | John Parrott                | Jimmy White                     | 9–6     | ,          |
| 09–26             | 09–28             | Snooker Shoot-Out                  | Stoke-on-Trent                                | Trentham Gardens                 | NC   | Darren Morgan               | Mike Hallett                    | 2–1     | [ 6 ]      |
| 06–08             | 10–07             | Grand Prix Norwich Union           | Monte Carlo                                   | Monte Carlo                      | NC   | John Parrott                | Steve Davis                     | 4–2     | [ 7 ]      |
| 10–??             | 10–??             | Tournoi Pontins pro-am (automne)   | Prestatyn                                     | Pontins                          | P/A  | Anthony Hamilton            | Joe Swail                       | 5-1     |            |
| 10–08             | 10–21             | Grand Prix                         | Reading                                       | The Hexagon                      | C    | Stephen Hendry              | Nigel Bond                      | 10–5    | [ 8 ]      |
| 10–29             | 11–03             | Open d'Asie                        | Guangzhou                                     | GDTV Studios                     | C    | Stephen Hendry              | Dennis Taylor                   | 9–3     | [ 9 ]      |
| 11–05             | 11–11             | Classique de Dubai                 | Dubai                                         | Al Nasr Stadium                  | C    | Stephen Hendry              | Steve Davis                     | 9–1     | [ 10 ]     |
| 11–16             | 12–02             | Championnat du Royaume-Uni         | Preston                                       | Preston Guild Hall               | C    | Stephen Hendry              | Steve Davis                     | 16–15   | [ 11 ]     |
| 12–01             | 12–06             | Championnat Benson & Hedges        | Glasgow                                       | Masters Club                     | NC   | Alan McManus                | James Wattana                   | 9–5     | [ 12 ]     |
| 12–06             | 12–15             | Championnat du monde de match-play | Brentwood                                     | Brentwood Centre                 | NC   | Jimmy White                 | Stephen Hendry                  | 18–9    | [ 13 ]     |
| 05-16             | 12–16             | Challenge du centenaire            | Drapeau de l'Angleterre · Drapeau de l'Écosse | Divers sites                     | NC   | Stephen Hendry              | Steve Davis                     | 19-11   |            |
| 12–17             | 12–22             | Grand Masters d'Europe             | Monaco                                        |                                  | NC   | Martin Clark                | Ray Reardon                     | 4–2     | [ 14 ]     |
| 01–01             | 01–12             | Classique de snooker               | Bournemouth                                   | Bournemouth International Centre | C    | Jimmy White                 | Stephen Hendry                  | 10–4    | [ 15 ]     |
| 01–13             | 01–26             | Masters mondiaux (individuel)      | Birmingham                                    | National Exhibition Centre       | NC   | Jimmy White                 | Tony Drago                      | 10–6    | ,          |
| 01–13             | 01–26             | Masters mondiaux (par équipes)     | Birmingham                                    | National Exhibition Centre       | NC   | Mike Hallett Stephen Hendry | Brady Gollan (en) Jim Wych (en) | 8-5     |            |
| 02–03             | 02–10             | Masters                            | Londres                                       | Wembley Conference Centre        | NC   | Stephen Hendry              | Mike Hallett                    | 9–8     | ,          |
| 02–10             | 02–15             | Championnat du pays de Galles      | Newport                                       | Newport Centre                   | NC   | Darren Morgan               | Mark Bennett (en)               | 9–3     | [ 20 ]     |
| 02–17             | 03–02             | Open de Grande-Bretagne            | Derby                                         | Assembly Rooms                   | C    | Stephen Hendry              | Gary Wilkinson                  | 10–9    | ,          |
| 03–11             | 03–16             | Open d'Europe                      | Rotterdam                                     | Imax Centre                      | C    | Tony Jones                  | Mark Johnston-Allen (en)        | 9–7     | ,          |
| 03–21             | 03–24             | Coupe de Kent                      | Pékin                                         | Yeutan Stadium                   | NC   | Joe Swail                   | Marcus Campbell                 | 5–0     | [ 7 ]      |
| 04–02             | 04–07             | Masters d'Irlande                  | Kill                                          | Goff's                           | NC   | Steve Davis                 | John Parrott                    | 9–5     | [ 25 ]     |
| 04–20             | 05–06             | Championnat du monde               | Sheffield                                     | Crucible Theatre                 | C    | John Parrott                | Jimmy White                     | 18–11   | [ 26 ]     |
| 05–11             | 05–18             | Tournoi Pontins professionnel      | Prestatyn                                     | Pontins                          | NC   | Neal Foulds                 | Mike Hallett                    | 9–6     | [ 27 ]     |
| 01–??             | 05–??             | Ligue Matchroom                    |                                               |                                  | NC   | Stephen Hendry              | Steve Davis                     | [ n 1 ] | [ 28 ]     |
| 10–01             | 05–14             | Masters de Londres                 | Londres                                       | Café Royal                       | NC   | Steve Davis                 | Stephen Hendry                  | 4–0     | [ 7 ]      |
| 06–??             | 06–??             | Tournoi Pontins pro-am (printemps) | Prestatyn                                     | Pontins                          | P/A  | Mike Hallett                | Wayne Brown                     | 7-5     |            |
| 06–??             | 06–??             | Ligue Masters d'Europe             |                                               |                                  | NC   | Steve Davis                 | James Wattana                   | [ n 1 ] | [ 29 ]     |

## Classement mondialen début et fin de saison

### Classement après lechampionnat du monde 1990
| Rang | Évol.         | Joueur          |
| 1    | en stagnation | Steve Davis     |
| 2    | 5             | John Parrott    |
| 3    | 1             | Stephen Hendry  |
| 4    | 2             | Jimmy White     |
| 5    | en stagnation | Terry Griffiths |
| 6    | 3             | Mike Hallett    |
| 7    | 1             | Cliff Thorburn  |
| 8    | 2             | Dennis Taylor   |
| 9    | 4             | Willie Thorne   |
| 10   | 14            | Doug Mountjoy   |
| 11   | en stagnation | Joe Johnson     |
| 12   | 4             | Tony Knowles    |
| 13   | 2             | John Virgo      |
| 14   | 17            | Tony Meo        |
| 15   | 7             | Dean Reynolds   |
| 16   | 16            | Steve James     |

### Classement après lechampionnat du monde 1991
| Rang | Évol.         | Joueur          |
| 1    | 2             | Stephen Hendry  |
| 2    | 1             | Steve Davis     |
| 3    | 1             | John Parrott    |
| 4    | en stagnation | Jimmy White     |
| 5    | 5             | Doug Mountjoy   |
| 6    | 1             | Terry Griffiths |
| 7    | 1             | Mike Hallett    |
| 8    | 7             | Dean Reynolds   |
| 9    | 7             | Steve James     |
| 10   | 2             | Dennis Taylor   |
| 11   | 2             | Willie Thorne   |
| 12   | 5             | Martin Clark    |
| 13   | 7             | Neal Foulds     |
| 14   | 1             | John Virgo      |
| 15   | 1             | Tony Meo        |
| 16   | 17            | Alain Robidoux  |